# 永州零陵机场
永州零陵机场位於湖南省永州市。永州零陵机场始建于1938年。1993年經國務院、中央軍委批准海軍零陵機場實行軍民合用，按4C級機場標準進行改、擴建。后因跑道道面老化，于2019年4月19日关闭机场跑道进行提质改造。2021年1月31日，永州零陵机场正式复航。军用上为中国人民解放军海军航空兵一级永备军用机场。

## 航空公司與航點
2023/2024年冬春航季，永州零陵机场共有2家航司在此开通2条航线，共连通3座城市。
| 航空公司           | 目的地         |
| ------------------ | -------------- |
| 中国联合航空（KN） | 北京大興       |
| 华夏航空（G5）     | 重庆江北、海口 |

## 建设规划
永州零陵机场近期（2025年）可满足年旅客吞吐量77万人次、飞机起降8452架次的使用需求；远期（2030年）年旅客吞吐量115万人次、飞机起降12299架次的使用需求。